# Memento Mori (альбом Depeche Mode)
Memento Mori — п'ятнадцятий студійний альбом гурту Depeche Mode, представлений 24 березня 2023 року під лейблами Columbia та Mute. Перед виходом платівки гурт представив сингл «Ghosts Again» та пісню «My Cosmos Is Mine» (випущена на стримінгових платформах). Це перший студійний альбом Depeche Mode, записаний та випущений дуетом після смерті співзасновника та клавішника Ендрю Флетчера 26 травня 2022 року. На підтримку цієї платівки гурт вирушив у тур «Memento Mori World Tour».

## Про альбом
У серпні 2022 року в соціальних мережах поширили фотографію Мартіна Гора та Дейва Гаана в студії, що вказує на те, що вони були в студії, працюючи над новим матеріалом.

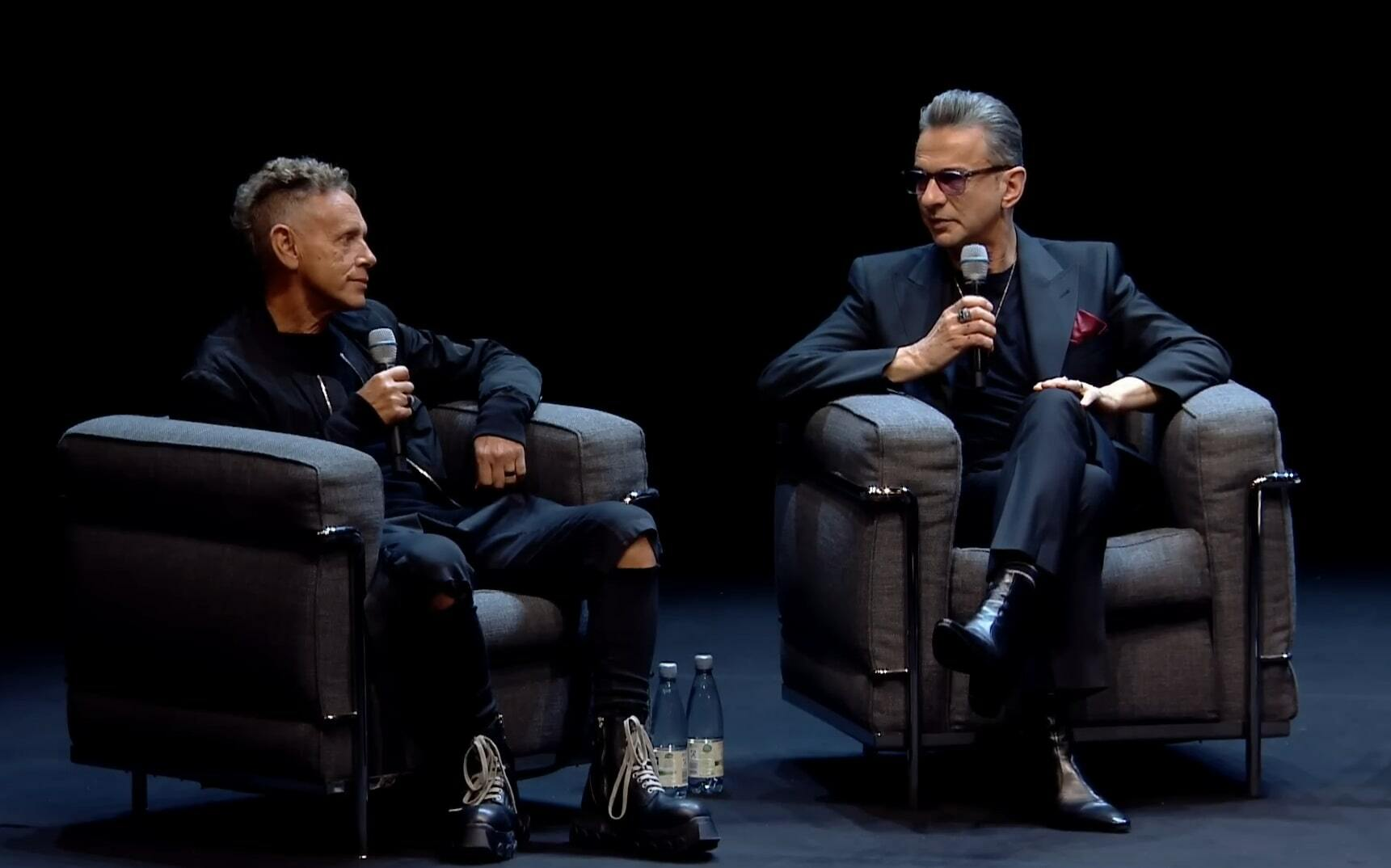
Гор і Гаан обговорюють свій майбутній альбом на прес-конференції в Берліні.

4 жовтня 2022 року гурт провів прес-конференцію в Берліні, оголосивши про свій майбутній альбом під назвою Memento Mori та світове турне, яке супроводжуватиметься ним. Альбом заплановано випустити наприкінці березня 2023 року, що збігається з туром, який розпочнеться 23 березня 2023 року
 
3 лютого 2023 року офіційний акаунт Depeche Mode у Twitter оголосив про «Ghosts Again» як перша пісня, яку випустили 9 лютого 2023 року .

## Список пісень
| Список пісень альбому Memento Mori | Список пісень альбому Memento Mori | Список пісень альбому Memento Mori    | Список пісень альбому Memento Mori |
| #                                  | Назва                              | Автор                                 | Тривалість                         |
| ---------------------------------- | ---------------------------------- | ------------------------------------- | ---------------------------------- |
| 1.                                 | «My Cosmos Is Mine»                | Ґор                                   | 5:18                               |
| 2.                                 | «Wagging Tongue»                   | Ґор Дейв Гаан                         | 3:25                               |
| 3.                                 | «Ghosts Again»                     | Ґор Річард Батлер                     | 3:58                               |
| 4.                                 | «Don't Say You Love Me»            | Ґор Батлер                            | 3:44                               |
| 5.                                 | «My Favourite Stranger»            | Ґор Батлер                            | 3:55                               |
| 6.                                 | «Soul with Me»                     | Ґор                                   | 4:15                               |
| 7.                                 | «Caroline's Monkey»                | Ґор Батлер                            | 4:17                               |
| 8.                                 | «Before We Drown»                  | Гаан Пітер Гордено Крістіан Айгнер    | 4:08                               |
| 9.                                 | «People Are Good»                  | Ґор                                   | 4:24                               |
| 10.                                | «Always You»                       | Ґор                                   | 4:19                               |
| 11.                                | «Never Let Me Go»                  | Ґор                                   | 4:04                               |
| 12.                                | «Speak to Me»                      | Гаан Марта Салоньї Айгнер Джеймс Форд | 4:37                               |
| 50:24                              |                                    |                                       |                                    |

## Учасники запису

### Depeche Mode
- Дейв Гаан
- Мартін Ґор

### Сесійні музиканти
- Марта Салоньї — програмування
- Джеймс Форд — програмування, синтезатор (1–8, 10–12); ударні, перкусія (1, 3–6, 8, 10–12); гітара (4, 6, 11), струнні інструменти (4, 12), педальна слайд-гітара (4), бас-гітара (5, 11, 12)
- Давіде Россі — струнні інструменти, віолончель, скрипка (3–6, 8, 10, 12)
- Дезіре Гейзлі — скрипка (3–6, 8, 10, 12)
- Луанна Хомзі — скрипка (3–6, 8, 10, 12)
- Крістіан Айґнер — програмування (8, 12)
- Пітер Гордено — програмування (8)

### Технічний персонал
- Джеймс Форд — музичний продюсер
- Марта Салоньї — зведення, звукорежисер
- Метт Колтон — мастеринг
- Франсін Перрі — асистент інженера
- Ґрейс Бенкс — асистент інженера
- Ґрегґ Вайт — асистент інженера (1, 3-6, 8, 10-12)
- Адріан Хіергольцер — вокальна інженерія (3, 4, 11)

### Дизайн
- Антон Корбейн — обкладинка, уся візуалізація, художнє керівництво, дизайн

## Чарти
| Чарт (2023)                                  | Найвища позиція |
| -------------------------------------------- | --------------- |
| Australian Albums (ARIA)                     | 36              |
| Нідерланди Dutch Albums (MegaCharts)         | 3               |
| Німеччина German Albums (Offizielle Top 100) | 1               |
| Ірландія Irish Albums (OCC)                  | 3               |
| Italian Albums (FIMI)                        | 1               |
| Lithuanian Albums (AGATA)                    | 8               |
| Japanese Digital Albums (Oricon)             | 28              |
| Норвегія Norwegian Albums (VG-lista)         | 5               |
| Swedish Albums (Sverigetopplistan)           | 1               |
| Велика Британія UK Albums (OCC)              | 2               |